# Universidad Externado de Colombia
La Universidad Externado de Colombia es una universidad privada de Colombia, que ostenta el título de ser "la primera institución universitaria laica del país". Su campus se encuentra ubicado en el centro histórico de Bogotá. Fue fundada en 1886 por Nicolás Pinzón Warlosten. Cuenta con un número aproximado de 12.523 estudiantes. Se destaca principalmente en las Ciencias Sociales y en las Ciencias Económicas.

## Historia
El 15 de febrero de 1886 nació el Externado de Colombia como respuesta al absolutismo y a la supresión de la libertad de enseñanza impuestos por la dictadura de La Regeneración.
La Universidad fue fundada por el joven jurista y educador Nicolás Pinzón Warlosten, quien, con el apoyo de un grupo de ilustres maestros del liberalismo radical, estableció una institución que, desde sus comienzos, ha permitido el estudio y examen libre de las ideas, ha acogido a alumnos de todas las regiones del país, ha practicado el respeto por los credos religiosos e ideologías políticas y ha promovido la tolerancia como fórmula para alcanzar la convivencia pacífica dentro de la heterogeneidad.
Se le llamó “Externado” porque la nueva institución recibió la influencia de los más modernos centros educativos europeos que, entonces, se oponían al viejo sistema del internado, colegio de origen medieval, inclinado a la catequización e impropio para el desarrollo autónomo de la personalidad. Externado implicaba, pues, apertura, libertad de estudio y de enseñanza.
A lo largo de su historia el Externado ha profesado los principios y valores que alentaron a sus fundadores. Han sido sus rectores Nicolás Pinzón Warlosten, Diego Mendoza, Ricardo Hinestrosa Daza, Fernando Hinestrosa y Juan Carlos Henao.

## Ubicación y planta física
Se localiza en el límite oriental del barrio de La Candelaria de Bogotá, centro histórico, político y cultural de Colombia, a los pies del cerro de Guadalupe.
El campus tiene un área de 65 mil metros cuadrados.
En él se levantan once edificios dotados con infraestructuras para la vida académica, rodeados de jardines y bosques. También forman parte de la planta física de la Universidad varias casas antiguas de La Candelaria y del barrio Egipto.
En el extremo norte de Bogotá se localiza la sede recreativa El Alcázar, con una extensión de 14 hectáreas que alojan múltiples instalaciones deportivas y salones para actividades académicas y culturales. La universidad tiene como proyecto la construcción del centro de bienestar externadista que estará dotado con un gimnasio entre otros.

## Biblioteca
Tiene unos 160.000 volúmenes en las áreas de derecho, ciencias sociales, ciencias económicas y administrativas, relaciones internacionales, arte y humanidades.
La colección jurídica cuenta con unos 50.000 volúmenes especializados en derecho, además de las 18.000 obras que integran el fondo del instituto de estudios constitucionales "Carlos Restrepo Piedrahíta".
La biblioteca virtual, con el apoyo de las tecnologías de la información, posibilita la conexión con varias redes interbibliotecarias.

## Facultades
En la actualidad la Universidad Externado de Colombia cuenta con las facultades de:
- Administración de Empresas
- Administración de Empresas Turísticas y Hoteleras
- Ciencias de la Educación
- Ciencias Sociales y Humanas:  Antropología, Filosofía, Geografía, Historia. Psicología, Sociología y Trabajo Social.
- Comunicación Social - Periodismo
- Contaduría Pública
- Derecho
- Economía
- Estudios del Patrimonio Cultural
- Finanzas, Gobierno y Relaciones Internacionales

## Bosques y jardines

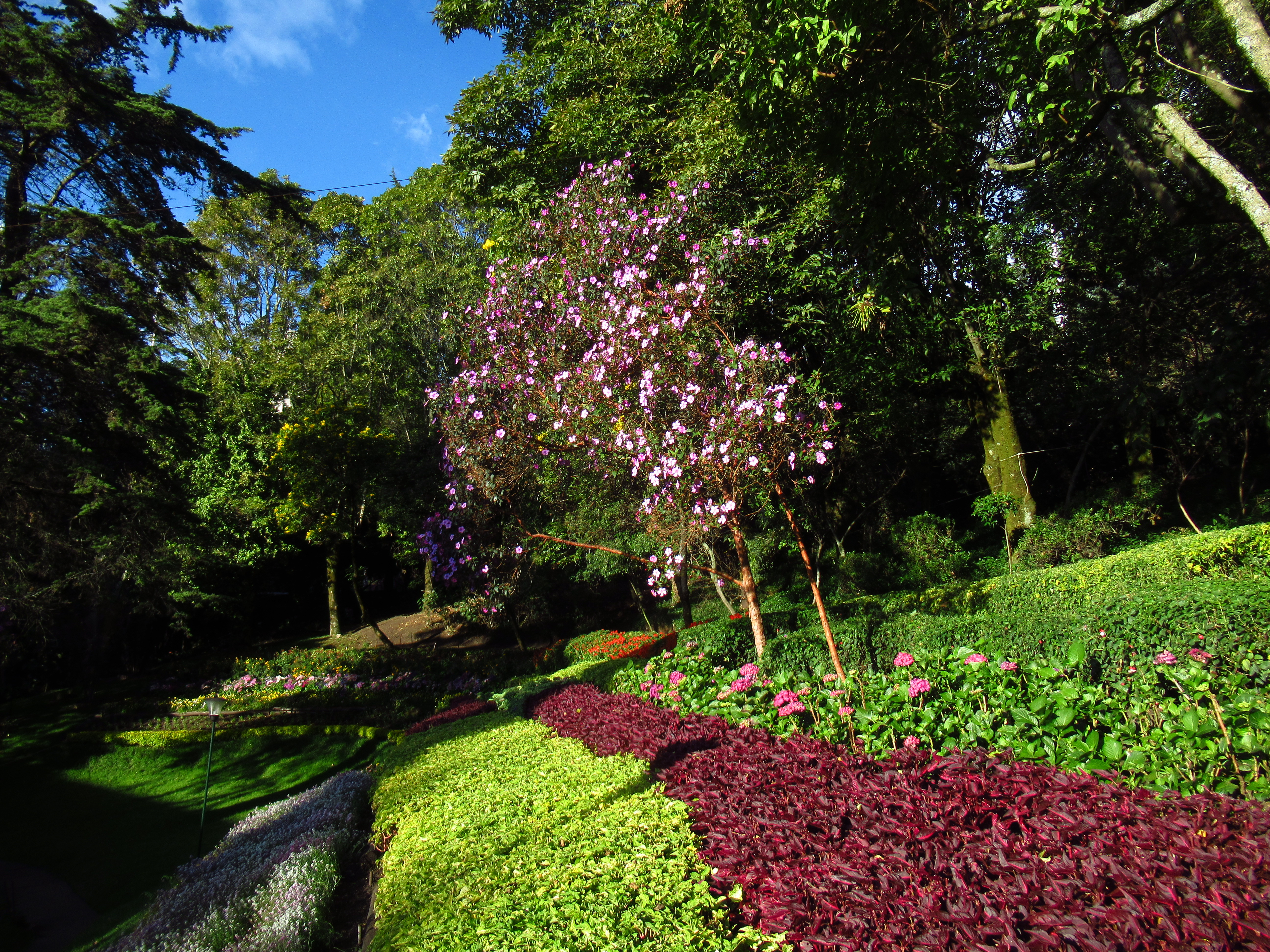
Jardines de la sede de La Candelaria.

La Universidad Externado de Colombia se construyó en los cerros Orientales. Entre los inmuebles que componen sus campus se sembraron unas 40.000 plantas distribuidas en 4.290 metros cuadrados. Por encontrarse en una reserva forestal, se encuentra entre 5.400 árboles y arbustos, dispersos en 42.430 metros cuadrados.

## Externistas destacados
De la Universidad Externado se han graduado varias personalidades de la política y las artes colombianas. En la siguiente lista se incluyen algunas de las figuras más destacadas.  
- Lucas Caballero Barrera
- Gustavo Petro, político, senador, exalcalde de Bogotá y presidente de Colombia.
- Nemesio Camacho, político.
- Tomás O. Eastman, ministro de Hacienda.
- Guillermo Cortés, periodista.
- Eduardo Caballero Calderón, escritor y periodista.
- Manuel Mosquera Garcés, senador y presidente del Senado, ministro de Educación y Trabajo.
- Alfonso Gómez Méndez, procurador de la Nación, fiscal general y ministro de Justicia.
- Fabio Calderón Botero, magistrado de la corte Suprema (1985)
- Manuel Gaona Cruz, magistrado de la Corte Suprema (1985)
- Fernando Hinestrosa Forero, magistrado de la Corte Suprema.
- Mario Galán Gómez, presidente de Ecopetrol (1963-1974)
- Ramiro Bejarano, Director del Departamento de Seguridad.
- Jaime Giraldo Ángel, Ministro de Justicia.
- Dago García, escritor.
- Darío Fernando Patiño, periodista.
- Carlos Alberto Baena, político
- Rodrigo Lara Bonilla, Ministro de Justicia.
- Luis Eduardo Montealegre, Fiscal General.
- Daniel Coronell, Periodista, director de Univisión.
- María Consuelo Araújo, ministra de Relaciones Exteriores y de Cultura.
- Francisco Estupiñán, ministro de Agricultura.
- Andrés González Díaz, embajador de Colombia ante la OEA.
- Sergio Díaz-Granados, ministro de Comercio, Industria y Turismo.
- María Mercedes López Mora, magistrada del Concejo de Judicatura.
- Carolina La O, cantante.
- Fabiola Posada, humorista y comunicadora social.
- Claudia López Hernández, periodista, senadora, alcaldesa de Bogotá 2020-2023.
- Rodrigo Lara Restrepo, presidente de la Cámara de Representantes.
- Daniela Pachón, periodista.
- Juan Carlos Henao, magistrado de la Corte Constitucional.